# 莫吉爾諾縣

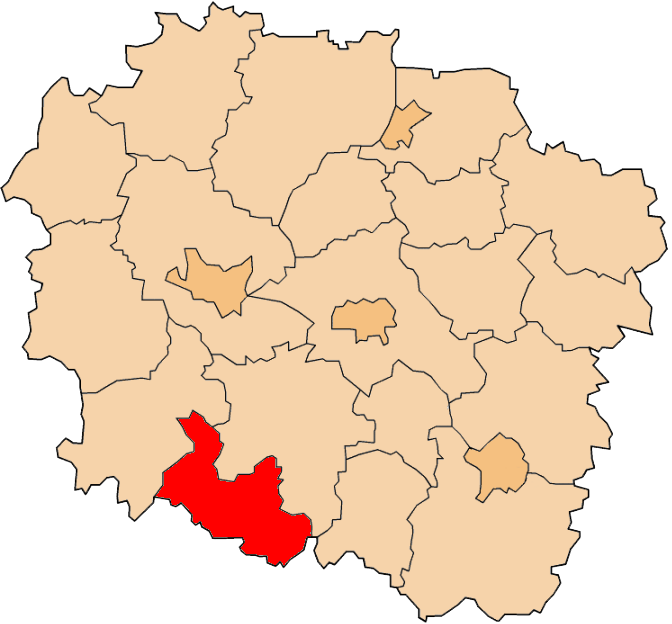

52°39′N 17°57′E / 52.650°N 17.950°E
莫吉爾諾縣（波蘭語：Powiat mogileński），是波蘭的縣份，位於該國中北部，由庫亞維-波美拉尼亞省負責管轄，首府設於莫吉爾諾，面積676平方公里，2006年人口46,875，人口密度每平方公里69人。